# ROH/NJPW War of the Worlds
War of the Worlds est un pay-per-view annuel co-produit par la Ring of Honor (ROH) et la New Japan Pro Wrestling (NJPW), disponible uniquement en paiement à la séance et via Ustream. Il s'est déroulé pour la première fois en mai 2014 et met en avant des rivalités entre catcheurs des deux fédérations. À ce jour, six éditions ont eu lieu durant le mois de mai aux États-Unis et au Canada, ainsi qu'au mois d'août au Royaume-Uni. 

## Historique
| Événement             | Date         | Lieu                                    | Ville                      | Spectateurs | Événement principal |
| --------------------- | ------------ | --------------------------------------- | -------------------------- | ----------- | --- |
| War of the Worlds '14 | 10 mai 2014  | Hammerstein Ballroom                    | Manhattan, New York        | 3 000       | A.J. Styles (c) vs. Michael Elgin vs. Kazuchika Okada pour le IWGP Heavyweight Championship |
| War of the Worlds '15 | 12 mai 2015  | 2300 Arena                              | Philadelphie, Pennsylvanie | 1 200       | The Briscoe Brothers (Jay Briscoe et Mark Briscoe) contre Shinsuke Nakamura et Kazuchika Okada |
| War of the Worlds '15 | 13 mai 2015  | 2300 Arena                              | Philadelphie, Pennsylvanie | 1 200       | The Kingdom (Adam Cole, Michael Bennett et Matt Taven) contre Bullet Club (A.J. Styles, Matt Jackson et Nick Jackson) |
| War of the Worlds '16 | 9 mai 2016   | Ford Community & Performing Arts Center | Dearborn, Michigan         | 1 200       | Bullet Club (Adam Cole, The Young Bucks (Matt Jackson et Nick Jackson et The Guerrillas of Destiny (Tama Tonga et Tanga Roa)) vs. Colt Cabana, The Briscoe Brothers (Jay Briscoe et Mark Briscoe) et Motor City Machine Guns (Alex Shelley et Chris Sabin)) |
| War of the Worlds '16 | 11 mai 2016  | Ted Reeve Arena                         | Toronto, Ontario           | 1 500       | The Briscoe Brothers (Jay Briscoe et Mark Briscoe), Roderick Strong et Jay Lethal vs. Bullet Club (Kenny Omega, Matt Jackson et The Guerrillas of Destiny (Tama Tonga et Tanga Roa))                                                                        |
| War of the Worlds '16 | 14 mai 2016  | Terminal 5                              | Manhattan, New York        | 1 200       | Roderick Strong et Jay Lethal vs. Bullet Club (Adam Cole et Matt Jackson) et Chaos (Kazuchika Okada et Tomohiro Ishii) |
| War of the Worlds '17 | 7 mai 2017   | Ted Reeve Arena                         | Toronto, Ontario           | 1 500       | The Elite (Kenny Omega, Matt Jackson et Nick Jackson)) vs. Hiroshi Tanahashi et The Addiction (Christopher Daniels et Frankie Kazarian) |
| War of the Worlds '17 | 10 mai 2017  | Ford Community & Performing Arts Center | Dearborn, Michigan         | 1 000       | Bullet Club (Cody, Hangman Page et The Young Bucks (Matt Jackson et Nick Jackson)) vs. Chaos (Hirooki Goto, Roppongi Vice (Beretta et Rocky Romero) et Will Ospreay)                                                                                        |
| War of the Worlds '17 | 12 mai 2017  | Hammerstein Ballroom                    | Manhattan, New York        | 1 800       | Christopher Daniels (c) vs. Cody vs. Jay Lethal pour le ROH World Championship |
| War of the Worlds '17 | 14 mai 2017  | 2300 Arena                              | Philadelphie, Pennsylvanie | 1 100       | Adam Cole vs. Marty Scurll |
| War of the Worlds UK  | 18 août 2017 | York Hall                               | Londres, Angleterre        | inconnue    | Bullet Club (Cody, Hangman Page, Marty Scurll et The Young Bucks (Matt Jackson et Nick Jackson)) vs. Los Ingobernables de Japon (BUSHI, EVIL, SANADA, Hiromu Takahashi et Tetsuya Naito)                                                                    |
| War of the Worlds UK  | 19 août 2017 | Liverpool Olympia                       | Liverpool, Angleterre      | inconnue    | Cody (c) vs. SANADA pour le ROH World Championship |
| War of the Worlds UK  | 20 août 2017 | Edinburgh Corn Exchange                 | Édimbourg, Écosse          | inconnue    | Jay Lethal vs. Silas Young |
| War of the Worlds '18 | 9 mai 2018   | Lowell Memorial Auditorium              | Lowell, Massachusets       | inconnue    | The Young Bucks (Matt Jackson et Nick Jackson) vs. Los Ingobernables de Japon (BUSHI et Hiromu Takahashi) |
| War of the Worlds '18 | 11 mai 2018  | Ted Reeve Arena                         | Toronto, Ontario           | inconnue    | Jay Lethal, Kenny King et Colt Cabana vs. Los Ingobernables de Japon (EVIL, Hiromu Takahashi et SANADA) |
| War of the Worlds '18 | 12 mai 2018  | Royal Oak Music Theatre                 | Royal Oak, Michigan        | inconnue    | The Briscoes (Jay Briscoe et Mark Briscoe) (c) vs. Los Ingobernables de Japon (Tetsuya Naito et BUSHI) pour le ROH World Tag Team Championship |
| War of the Worlds '18 | 13 mai 2018  | Odeum Expo Center                       | Villa Park, Illinois       | inconnue    | Bullet Club (Cody, Hangman Page, Marty Scurll et The Young Bucks (Matt Jackson et Nick Jackson)) vs. Los Ingobernables de Japon (BUSHI, EVIL, SANADA, Hiromu Takahashi et Tetsuya Naito)                                                                    |